# Isabel Margarida André
Isabel Margarida André, née le 30 juillet 1956 à Lisbonne au Portugal et morte le 3 avril 2017, est une géographe portugaise. Elle est une pionnière de la géographie du genre au Portugal.

## Biographie
Isabel Margarida André, naît le 30 juillet 1956 à Lisbonne au Portugal. Elle est la fille unique de António Dias André, employé de la Compagnie Nationale de Navigation portugaise et d'Ana Margarida Duarte de Almeida André, employée de Sociétés métallurgiques métallisées. 
Elle grandit à Queluz, dans la région de Lisbonne.  
Isabel André travaille à l'Institut de géographie et aménagement du territoire de l'université de Lisbonne.

## Travaux
Sa thèse, soutenue en 1994, est intitulée O falso neutro em Geografia Humana: género e relação patriarcal no emprego e no trabalho doméstico (« Le faux neutre en géographie humaine : relation de genre et patriarcale dans l'emploi et le travail domestique »). 
Isabel André est pionnière de la géographie du genre au Portugal. Elle a d'abord travaillé sur les liens familiaux et les rapports entre hommes et femmes.
Isabel Margarida André travaille aussi dans le domaine de la géographie urbaine. 

## Reconnaissance
Un prix Isabel André est décerné en son honneur pour récompenser des thèses de doctorat dans les domaines de la géographie et de l'aménagement du territoire développant une réflexion sur le genre.

## Principales publications

### Ouvrages et chapitres
- Isabel Margarida André, « Les syndicats et les femmes au Portugal après le 25 avril », dans La place des femmes, La Découverte, 6 septembre 1995 (ISBN 978-2-7071-2489-0, DOI 10.3917/dec.ephes.1995.01.0486, lire en ligne), p. 486–489
- Marcello Balbo, Europa la ciudad central en el sistema urbano, 2012, 340 p. (ISBN 978-9978-370-28-5 et 9978-370-28-5, OCLC 1007376990, lire en ligne), « Lisboa: Tensiones entre la ciudad y la metrópol »
- Juan-Luis Klein et Matthieu Roy, Pour une nouvelle mondialisation : le défi d'innover, Presses de l'Université du Québec, 2013 (ISBN 2-7605-3623-8, 978-2-7605-3623-4 et 978-2-7605-3624-1, OCLC 837528011, lire en ligne), chap. 12 (« The rythm of arts in the socially creative city »)
- (en) Moulaert Frank, The international handbook on social innovation collective action, social learning and transdisciplinary research, MTM, 2015 (OCLC 942541964, lire en ligne), chap. 18 (« Social Innovation through the Arts in Rural Areas: The Case of Montemor-o-Novo »)
- (en) Moulaert Frank, The international handbook on social innovation collective action, social learning and transdisciplinary research, MTM, 2015 (OCLC 942541964, lire en ligne), chap. 31 (« Gender and Social Innovation: The Role of EU Policies »)
- (pt) Isabel Margarida de Almeida André, O falso neutro em Geografia Humana : género e relação patriarcal no emprego e no trabalho doméstico, Universidade de Lisboa, Centro de Estudos Geográficos, 2019 (ISBN 978-972-636-273-9, lire en ligne)

### Articles
- Isabel André et André Carmo, « Régions et villes socialement créatives. Étude appliquée à la Péninsule Ibérique », Innovations, vol. 33, no 3,‎ 2010, p. 65 (ISSN 1267-4982 et 1965-0256, DOI 10.3917/inno.033.0065, lire en ligne, consulté le 4 mars 2022)
- (en) Isabel André, André Carmo, Alexandre Abreu et Ana Estevens, « Learning for and from the city : the role of education in urban social cohesion », Belgeo. Revue belge de géographie, no 4,‎ 31 décembre 2012 (ISSN 1377-2368, DOI 10.4000/belgeo.8587, lire en ligne, consulté le 4 mars 2022)